# Латкес
Латкес (їд. לאַטקע, трансліт. латке, досл. «млинець») — це різновид дерунів або оладок у ашкеназькій єврейській кухні, які традиційно готують на святкування Ханука. 

## Етимологія
Слово походить від їдишу латке, а саме від зменшуваного східнослов’янського оладка «маленький смажений млинець», яке, у свою чергу, походить від елліністичного грецького ἐλάδιον eлáдіон, «(оливкова) олія», зменшуваного від давньогрецького ἔλαιον éлаіон, «олія».
Його сучасна ізраїльська назва, левіва (לְבִיבָה), множина левівот, є відродженням слова, яке використовується в Книзі Самуїла для опису вареника з замішаного тіста, частини історії про Амнона та Тамар.  Деякі тлумачі зауважили, що омонім левав (לֵבָב) означає «серце», а словесна форма слова л-в-в ( ל־ב־ב ‎ л-б-б ) також зустрічається в Пісні пісень.

## Історія
Деякі версії латкес сягають щонайменше середньовіччя. Їх, ймовірно, робили з сиру, смажили в олії чи вершковому маслі та подавали з варенням. Ці сирні латкес були найпоширенішим видом латкес в ашкеназьких громадах до 19 століття, коли картопля прибула до Східної Європи.  У той час найдешевшим і найдоступнішим кулінарним жиром був шмальц, топлений пташиний жир (зазвичай гусячий або курячий), і через єврейські харчові закони, що забороняють змішувати м'ясні та молочні продукти, були введені альтернативи сирним латкес. До них належали гречка, житнє борошно або ендемічні для регіону коренеплоди, такі як ріпа.  Коли картопля стала популярною у Східній Європі, її швидко прийняли до такої міри, що сьогодні латкес є майже синонімом картоплі.

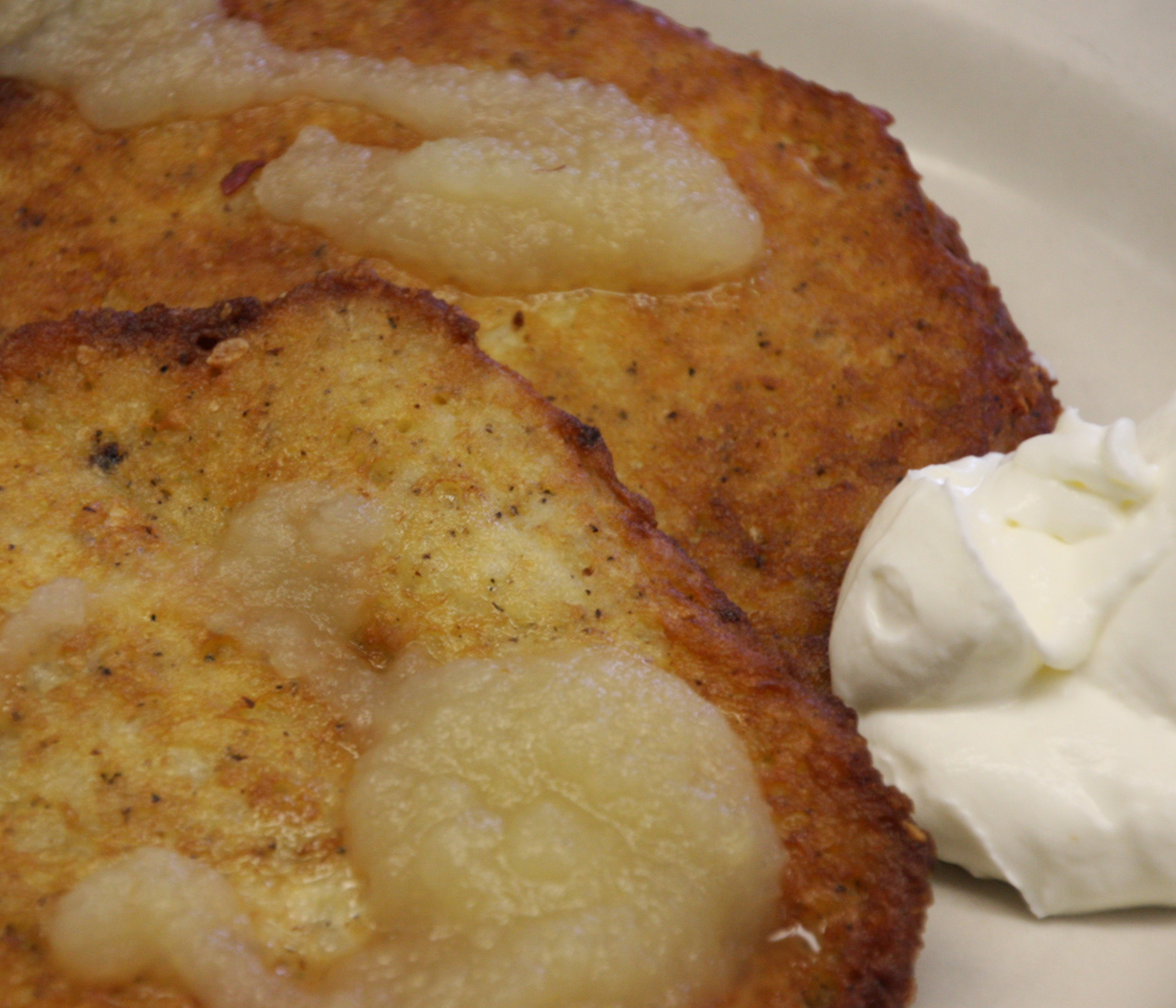
Подача латкес з яблуч. пюре та сметаною

Традиційно латке готують під час свята Ханука в пам'ять про чудо з олією в єврейському храмі в Єрусалимі, яке тривало вісім днів. 
Латкес не є популярними в Ізраїлі, оскільки їх значною мірою замінили суфганіот через місцеві економічні фактори, зручність і вплив профспілок. Пекарні в Ізраїлі популяризували багато нових видів начинок для суфганіот, окрім традиційної полуничної начинки, зокрема шоколадний крем, ванільний крем, карамель, капучино та інші.
Латкес не мають ритуального значення. Ханука — свято дива розмноження олії, саме ому на застілля в першу чергу подають страви, смажені в олії, такі як латкес.

## Варіації

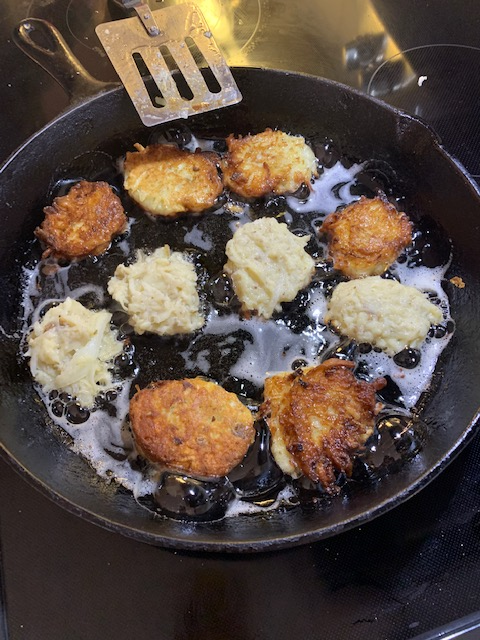
Картопляний латкес смажиться на сковороді

Сьогодні латкес найчастіше готують з картоплі, хоча іноді використовують і інші овочі. Є два основних різновиди: ті, що готуються з тертою картоплею, і ті, що готуються з пюре або картопляним пюре. Текстури цих двох сортів відрізняються.

### Версія з тертої картоплі
Користуються популярністю латкес з тертої картоплі. Їх готують, натираючи картоплю і цибулю за допомогою терки або кухонного комбайна; потім зайва волога віджимається. Терту картоплю змішують з яйцями і борошном; у веганській версії замість яєць використовується нутове борошно та картопляний крохмаль. Латкес смажать порціями на змащеній олією сковороді. Товщина залежить від особистих уподобань.

### Варіант картопляного пюре

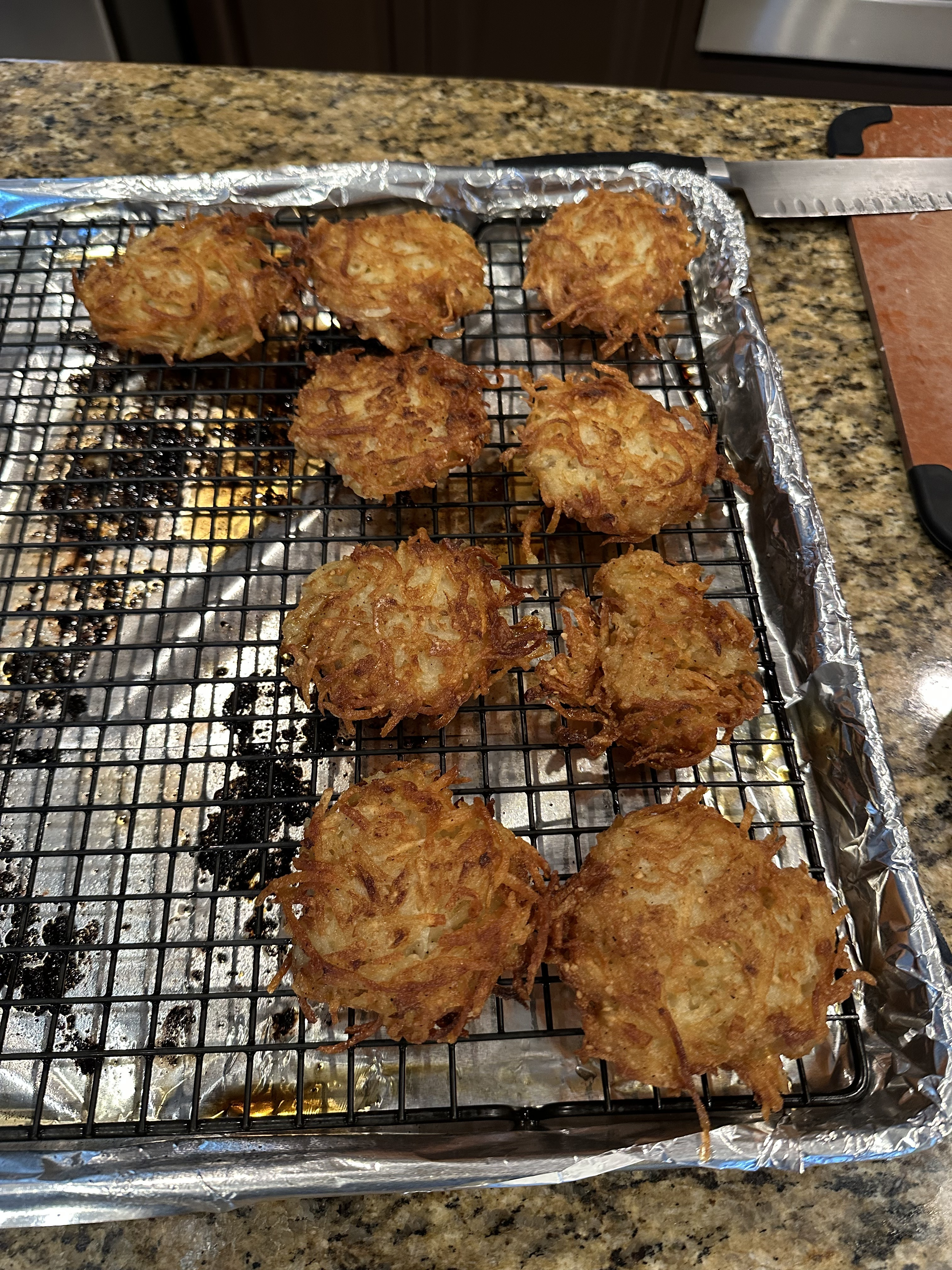
Піднос з приготованим латкесом

Тісто для пюре з картоплі перетирається в кухонному комбайні. Цю форму латкес легше формувати та вона має «пудингову консистенцію». 

### Інші варіації
До пови картоплі, виготовляли, а подекуди й досі виготовляють, із різноманітних інших овочів, сиру, бобових або крохмалю.  Сучасні рецепти часто передбачають додавання цибулі та моркви. Інші версії включають цукіні, солодку цибулю, ґрюєр (для французького смаку цибулі) і солодку картоплю.  Євреї-сефарди готують латкес з цукіні та з часником (mücver), опускаючи в молочні начинки (йогурт), а інколи подають їх як гарнір до печені або м’яса.  Латкес часто подають зі сметаною або яблуневим пюре.